# Upplands runinskrifter 526
Upplands runinskrifter 526 är två vikingatida runstensfragment av granit i Frötuna kyrka, Frötuna socken och Norrtälje kommun. Runstensfragment A är 0,85 gånger 0,40 meter stort. Fragment B är 0,64 gånger 0,35 meter. Fragmenten är inmurade på utsidan av den västra tornmuren. Fragment A och B sitter 8 respektive fyra meter ovanför marken. Runstensfragmenten har sannolikt tillhört samma runsten.

## Inskriften
Translitterering av runraden:
§A ... ...iba · faþu(r) ... 
§B ... at · bonta ...
Normalisering till runsvenska:
§A ... [S]ibba(?) faður ... 
§B ... at bonda ...
Översättning till nusvenska:
... [efter S]ibbe(?), (sin) fader ... efter (sin) make ...